# Jesse Rutherford
Jesse James Rutherford (Thousand Oaks, 21 de agosto de 1991) é um cantor, compositor e ex-ator americano. Atualmente, é o vocalista da banda de rock alternativo The Neighbourhood. Ao lado de seus companheiros de banda, Rutherford escreveu o hit número um da Billboard Alternative Songs Sweater Weather, que foi certificado onze vezes como platina nos Estados Unidos em 2023.

## Início da carreira
Jesse Rutherford nasceu em Thousand Oaks, Califórnia, em 21 de agosto de 1991. Desde jovem, esteve envolvido na indústria do entretenimento. Quando criança, costumava se apresentar em shows de talentos nos quais se fazia passar por membros do N'Sync e Elvis Presley. Essa paixão por atuar levaria Rutherford a trabalhar em comerciais de televisão (como Hallmark), em filmes e em projetos de televisão, como seu papel no filme Life or Something Like It, seguido por outro papel no filme Bundy.
Em 2002, Rutherford também teve um pequeno papel na televisão no episódio Marauders de Star Trek: Enterprise. Ao longo de sua adolescência, ele foi vocalista de várias bandas locais.   

## Carreira
Seu primeiro projeto solo foi lançado em 2011 com uma mixtape chamada "Truth Hurts, Truth Heals". Rutherford combinou influências de hip-hop e R&B para criar o álbum de 17 canções. No mesmo ano, Rutherford estava se conectando com outros músicos locais quando surgiu a ideia de formar uma nova banda. O grupo pop The Neighbourhood foi criado logo depois, apresentando uma mistura de indie rock atmosférico, música eletrônica e batidas de hip-hop com vocais melódicos influenciados pelo R&B. Em 2012, a banda lançou sua primeira música, Female Robbery, que foi seguida por Sweater Weather do primeiro álbum de estúdio, chamado "I Love You".
No início de 2016, Rutherford lançou seu livro de 144 páginas, "&", o qual apresenta fotos dele mesmo, tiradas por Jessie English, que exploram a fluidez de gênero. Rutherford afirmou que usou roupas do próprio armário e fotografou até usar todas as peças. 
No mesmo ano, Rutherford começou a lançar músicas no Soundcloud sob o nome de "the Factoury". Em 10 de novembro de 2017, Rutherford lançou seu primeiro álbum solo de estúdio, "&", contendo 11 faixas sem participações, anunciado anteriormente em 3 de novembro por meio de um artigo da Pigeons & Planes. Em 17 de dezembro de 2018, Rutherford anunciou que faria sua primeira turnê solo em 2019. 
Em 2 de abril de 2019, Rutherford anunciou um segundo álbum solo chamado "GARAGEB&", junto com a capa e a lista de faixas. O álbum foi lançado oficialmente em 12 de abril de 2019. Seu nome é inspirado na redescoberta de Rutherford do seu amor por escrever músicas enquanto tentava lutar contra sua dependência de seu telefone e mídia social, usando o aplicativo GarageBand para produzi-las. Dez das doze faixas do álbum foram feitas no aplicativo. 
Em março de 2023, Rutherford assinou contrato com a Atlantic Records, aparentemente revivendo sua carreira solo sob uma nova gravadora. Em 28 de março de 2023, Rutherford lançou os singles "Joker" e "Rainbow".

## Vida pessoal
Em 2015 Rutherford iniciou relacionamento com Devon Lee Carlson, modelo e cofundadora da Wildflower Cases. Juntos, eles foram eleitos "o casal mais 2019 de 2019" pela GQ. Em 2020, eles colaboraram com Marc Jacobs para criar uma camiseta de edição limitada para o Dia dos Namorados que esgotou em minutos. Em novembro de 2021, várias fontes afirmaram que o casal se separou após 6 anos de namoro.  A separação foi confirmada por Carlson em setembro de 2022 no podcast Call Her Daddy. 
Em outubro de 2022, Rutherford iniciou um relacionamento com a também cantora Billie Eilish. Em maio de 2023, eles se separaram.

## Filmografia
| Ano  | Título                              | Papel              | Notas                   |
| ---- | ----------------------------------- | ------------------ | ----------------------- |
| 2002 | A vida ou algo parecido             | Tommy              |                         |
| 2002 | Ted Bundy                           | Eu Sou Ted Kid     |                         |
| 2002 | Jornada nas Estrelas: Enterprise    | Q'Ell              | Episódio: " Marauders " |
| 2003 | Dickie Roberts: ex-estrela infantil | Menino da 5ª série | Não creditado           |

## Discografia
| Título                         | Ano  | álbum                    |
| ------------------------------ | ---- | ------------------------ |
| Always Cold                    | 2011 | Truth Hurts, Truth Heals |
| Beat Still Runs                | 2011 | Truth Hurts, Truth Heals |
| Fax Machine                    | 2011 | Truth Hurts, Truth Heals |
| Wait and Wonder                | 2011 | Truth Hurts, Truth Heals |
| Gun Song                       | 2011 | Truth Hurts, Truth Heals |
| Get Away                       | 2011 | Truth Hurts, Truth Heals |
| Too Cool For You To Know       | 2011 | Truth Hurts, Truth Heals |
| 30 30                          | 2011 | Truth Hurts, Truth Heals |
| Another Thought                | 2011 | Truth Hurts, Truth Heals |
| I Want Head                    | 2011 | Truth Hurts, Truth Heals |
| Out Of Everything              | 2011 | Truth Hurts, Truth Heals |
| Listen Better                  | 2011 | Truth Hurts, Truth Heals |
| Opposite                       | 2011 | Truth Hurts, Truth Heals |
| Take This Down                 | 2011 | Truth Hurts, Truth Heals |
| Therapy                        | 2011 | Truth Hurts, Truth Heals |
| Drug Baby                      | 2011 | Truth Hurts, Truth Heals |
| I'm Right Here, Don't Worry    | 2011 | Truth Hurts, Truth Heals |
| Born to Be Blonde              | 2017 | &                        |
| Pretty Illusion                | 2017 | &                        |
| Barbie and Ken                 | 2017 | &                        |
| I Think We Should Stay in Love | 2017 | &                        |
| BFF                            | 2017 | &                        |
| Bloom Later                    | 2017 | &                        |
| Drama                          | 2017 | &                        |
| Idk                            | 2017 | &                        |
| Dime and Dog                   | 2017 | &                        |
| Blame                          | 2017 | &                        |
| Guinea Pig                     | 2017 | &                        |
| Tunnelovision                  | 2019 | GARAGEB&                 |
| Girls & Boys                   | 2019 | GARAGEB&                 |
| R.I.P. OFF                     | 2019 | GARAGEB&                 |
| Puppy Love                     | 2019 | GARAGEB&                 |
| Junkie                         | 2019 | GARAGEB&                 |
| Hollywood Friends              | 2019 | GARAGEB&                 |
| The N Word                     | 2019 | GARAGEB&                 |
| USAliens                       | 2019 | GARAGEB&                 |
| My Ways                        | 2019 | GARAGEB&                 |
| Bi                             | 2019 | GARAGEB&                 |
| Story of My Life               | 2019 | GARAGEB&                 |
| Sweater Weather                | 2019 | GARAGEB&                 |
| Rock & Roll DJ                 |      |                          |